# Gordon Johncock
Gordon Walter Johncock (ur. 5 sierpnia 1936 w Hastings w stanie Michigan) – amerykański kierowca wyścigowy.
Dwukrotny zwycięzca Indianapolis 500 (1973, 1982), mistrz USAC (1976).

## Życiorys

### USAC/CART
W latach 1964–1992 wziął udział w 262 wyścigach zaliczanych do punktacji USAC National Championship oraz CART (od 1979). Wygrał 25, natomiast 20 razy startował z pole position. W 1976 roku zdobył swój jedyny tytuł mistrzowski, wyprzedzając o zaledwie 20 punktów Johnny Rutherforda (według ówczesnych reguł USAC, za zwycięstwo przyznawano 300, 400 lub 1000 punktów; w zależności od dystansu wyścigu).
W najlepszych latach swojej kariery reprezentował barwy zespołu Patrick Racing (1973-1984). W tym okresie startował w samochodach o bardzo charakterystycznym malowaniu koncernu STP, zwykle z numerem „20” (zdjęcie).

### Indianapolis 500
Oba zwycięstwa Johncocka w słynnym wyścigu zapisały się w kronikach historii, choć z całkowicie różnych powodów.
Edycja z 1973 roku miała wyjątkowo tragiczny przebieg; już w trakcie treningów zginął Art Pollard, natomiast tuż po starcie wyścigu doszło do zbiorowego karambolu, zainicjowanego przez Salta Walthera, który doznał rozległych poparzeń. Później wyścig dwukrotnie przekładano z powodu opadów deszczu, aż wreszcie dokończono w środę, 30 maja.
Na 58. okrążeniu poważny wypadek w zakręcie numer cztery zaliczył partner Johncocka z zespołu Patrick Racing, Swede Savage, który zmarł w szpitalu miesiąc później. Kolejną ofiarą zmagań był Armando Teran, mechanik zespołu Patrick Racing, potrącony na alei serwisowej przez ciężarówkę straży pożarnej. Sam wyścig ostatecznie zakończył się przedwcześnie po 133. z 200 okrążeń z powodu kolejnych opadów deszczu.
W 1982 roku sytuacja początkowo wyglądała podobnie, w trakcie treningów śmierć poniósł Gordon Smiley, a na starcie wyścigu ponownie doszło do groźnego karambolu, tym razem zainicjowanego przez Kevina Cogana. Jednak w trakcie rywalizacji Johncock stoczył fantastyczny pojedynek z Rickiem Mearsem. W końcowej części wyścigu Mears niwelował stratę do rywala o ponad sekundę na okrążeniu, ale Johncock odparł decydujący atak na ostatnim okrążeniu i wygrał z przewagą 0.160 sekundy. Wówczas była to najmniejsza zwycięska różnica na mecie w historii wyścigu; w 1992 roku wynik ten pobili Al Unser Jr. i Scott Goodyear (0,043 sekundy).
Poza dwoma zwycięstwami, największą szansę na kolejny triumf Johncock miał w 1977 roku, gdy zajmował pozycję lidera, aż do awarii silnika na 16 okrążeń przed metą.

### Końcowe lata kariery
W 1983 roku doznał złamania kostki w wypadku podczas Michigan 500, wskutek czego pauzował do końca sezonu. W 1984 roku doznał niemal identycznego urazu podczas treningu przed Indianapolis 500, lecz zdołał wystartować w wyścigu. Ten sezon był jednocześnie jego ostatnim, pełnym cyklem startów. W późniejszych latach występował w pojedynczych wyścigach, wyłącznie na superszybkich owalach w Indianapolis, Pocono oraz Michigan.

## Życie prywatne
Dwukrotnie rozwiedziony, ma pięcioro dzieci. Na stałe mieszka w Coldwater w stanie Michigan.

## Wyniki

### Indianapolis 500
| Rok  | Nadwozie | Silnik      | Start | Wynik | Uwagi                            |
| ---- | -------- | ----------- | ----- | ----- | -------------------------------- |
| 1965 | Watson   | Offenhauser | 14    | 5     |                                  |
| 1966 | Gerhardt | Ford        | 6     | 4     |                                  |
| 1967 | Gerhardt | Ford        | 3     | 12    | Wypadek                          |
| 1968 | Gerhardt | Offenhauser | 9     | 27    | Wibracje nadwozia                |
| 1969 | Gerhardt | Offenhauser | 5     | 19    | Zawór silnika                    |
| 1970 | Gerhardt | Offenhauser | 17    | 28    | Silnik                           |
| 1971 | McLaren  | Ford        | 12    | 29    | Wypadek                          |
| 1972 | McLaren  | Offenhauser | 26    | 20    | Zawór układu wydechowego         |
| 1973 | Eagle    | Offenhauser | 11    | 1     |                                  |
| 1974 | Eagle    | Offenhauser | 4     | 4     |                                  |
| 1975 | Wildcat  | DGS         | 2     | 31    | Zapłon                           |
| 1976 | Wildcat  | DGS         | 2     | 3     |                                  |
| 1977 | Wildcat  | DGS         | 5     | 11    | Silnik                           |
| 1978 | Wildcat  | DGS         | 6     | 3     |                                  |
| 1979 | Penske   | Cosworth    | 5     | 6     |                                  |
| 1980 | Penske   | Cosworth    | 17    | 4     |                                  |
| 1981 | Wildcat  | Cosworth    | 17    | 9     | Silnik                           |
| 1982 | Wildcat  | Cosworth    | 5     | 1     |                                  |
| 1983 | Wildcat  | Cosworth    | 10    | 14    | Skrzynia biegów                  |
| 1985 | March    | Cosworth    |       |       | Wycofał się przed kwalifikacjami |
| 1987 | March    | Buick       | 18    | 22    | Zawór silnika                    |
| 1988 | Lola     | Cosworth    |       |       | Nie zakwalifikował się           |
| 1989 | Lola     | Buick       | 23    | 31    | Silnik                           |
| 1991 | Lola     | Cosworth    | 33    | 6     |                                  |
| 1992 | Lola     | Buick       | 30    | 29    | Silnik                           |